# Vera Viktorovna Tyimanova
Vera Viktorovna Tyimanova (Вера Викторовна Тиманова, Ufa, 1855. február 6/18. – Leningrád, 1942. február 22.) orosz zongoraművésznő.

## Élete
Apja nemesi hivatalnok volt, aki Verát ötévesen félárván hagyta, amikor tüdőbajban meghalt. Első zenei képzését Ufában, Ludwik Nowickinél kapta, kilencévesen zongoraművészként mutatkozott be a nyilvánosság előtt. Berlinben Anton Rubinsteinnél, majd Carl Tausignál tanult, Weimarban Liszt Ferenc tanítványa volt. 
Londonban 1880-ban debütált a Covent Gardenben, ahol további hat koncertet adott. 1907. július 1-jén tizennégy darabot rögzített gépzongoratekercseken a freiburgi M. Welte & Söhne, a Welte-Mignon gépzongorákat gyártó cég számára. 
Nyugat-európai karrierje után 1907-ben visszatért Oroszországba. Utolsó nyilvános szereplése 82 évesen, 1937-ben volt. Leningrád ostroma alatt éhen halt.

## Fordítás
Ez a szócikk részben vagy egészben  a   Wera Wiktorowna Timanowa című német Wikipédia-szócikk ezen változatának fordításán alapul.  Az eredeti cikk szerkesztőit annak laptörténete sorolja fel. Ez a jelzés csupán a megfogalmazás eredetét és a szerzői jogokat jelzi, nem szolgál a cikkben szereplő információk forrásmegjelöléseként.